# Ctimene pyrifera
Ctimene pyrifera là một loài bướm đêm trong họ Geometridae.